# Profetes en l'islam
Els profetes en l'islam (àrab: الأنبياء في الإسلام, al-anbiyāʾ fī l-islām) són aquelles persones que, segons els musulmans, Déu va escollir d'entre cada nació i en diferents períodes de la història per transmetre als homes el Seu missatge; Muhàmmad (Mahoma) seria el darrer d'aquests transmissors, el qui donaria el missatge definitiu. Cada profeta hauria predicat el mateix, és a dir, la unicitat de Déu, l'adoració d'un sol Déu, així com el fet d'evitar la idolatria i el pecat, la creença en el Dia de la Resurrecció o Dia del Judici i en la vida després de la mort. L'Alcorà menciona 25 profetes, però els musulmans creuen que n'hi ha hagut molts més. També creuen que si bé tots els missatgers (rassul; en àrab رسول, rasūl) de Déu són profetes (nabí; en àrab نبي, nabī), no tots els profetes són missatgers, i que d'entre aquests, n'hi ha cinc que són els «preferits de Déu»: Nuh (Noè), Ibrahim (Abraham), Mussa (Moisès), Issa (Jesús) i Muhàmmad (Mahoma).
La creença en aquestes afirmacions és un dels sis articles de fe dels musulmans.

## Etimologia
En àrab i en hebreu, el terme nabí (en plural: nabiyyun i anbiyà) significa ‘profeta’. Formes d'aquest substantiu es citen 75 vegades a l'Alcorà, i el terme nubuwwa (‘profecia’) hi és citat cinc vegades. Rassul (plural: rússul) i múrsal (plural: mursalun), paraules que signifiquen ‘missatger’ o ‘apòstol’, hi són citades més de 300 vegades, i el terme per designar un ‘missatge profètic’, rissala (en plural rissalat), hi apareix en deu casos.

## Teologia i tradició islàmiques
Els missatgers-profetes són persones a les quals se'ls ha ordenat transmetre i propagar el que Déu els va revelar. Creure en el missatgers-profetes significa creure que Déu els ha enviat per guiar-los i perfeccionar la seva vida, que els ha ajudat amb els miracles a demostrar la seva veracitat que han transmès el missatge de Déu i han posat de manifest el que se'ls va ordenar revelar. És obligatori respectar-los a tots ells, i no discriminar o diferenciar cap d'ells. Per obtenir informació sobre si l'Islam afirma o no que Mahoma i altres missatgers o profetes sempre van ser infalibles, o inqüestionables per a qualsevol dels seus actes.
Els musulmans creuen que Déu finalment va enviar a Muhàmmad per transmetre el missatge de l'Alcorà, que és universal en el seu missatge. Els musulmans creuen que l'Alcorà roman incorrupte perquè anteriors llibres sagrats (la Torà de Moisès, els Salms de David i els Evangelis de Jesús) van ser per a un temps i per a una comunitat en particular i perquè, encara que els llibres van ser danyats, molts profetes encara poden dir a la gent allò que és correcte en l'escriptura i advertir-los de les corrupcions. Muhàmmad, com que és el Darrer profeta, es va dignar un llibre que romandrà en la seva veritable forma fins al Darrer dia. L'Alcorà 15:9 es refereix a l'Alcorà com la dhikr, simultàniament etiquetant-lo com una autoritat donada des del mateix Déu d'Abraham.

## Profetes i missatgers segons l'islam
| Nom                      | Profeta | Missatger | Imam | Escriptures         | Enviat a                      | Explica la Llei (xaria) |
| ------------------------ | ------- | --------- | ---- | ------------------- | ----------------------------- | ----------------------- |
| Adam                     | Profeta |           |      |                     |                               |                         |
| Idrís (Henoc)            | Profeta |           |      |                     |                               |                         |
| Nuh (Noé)                | Profeta | Missatger |      |                     | el poble de Noé               | ✓                       |
| Hud (Éber)               |         | Missatger |      |                     | els ad                        |                         |
| Sàlih (Xèlah)            |         | Missatger |      |                     | els thamud                    |                         |
| Ibrahim (Abraham)        | Profeta | Missatger | Imam | Pergamins d'Abraham | el poble d'Abraham            | ✓                       |
| Lut (Lot)                | Profeta | Missatger |      |                     | el poble de Lot               |                         |
| Ismaïl (Ismael)          | Profeta | Missatger |      |                     |                               |                         |
| Ishaq (Isaac)            | Profeta |           | Imam |                     |                               |                         |
| Yaqub (Jacob)            | Profeta |           | Imam |                     |                               |                         |
| Yússuf (Josep)           | Profeta |           |      |                     |                               |                         |
| Ayyub (Job)              | Profeta |           |      |                     |                               |                         |
| Xuayb (Jetró)            |         | Missatger |      |                     | els madianites                |                         |
| Mussa (Moisès)           | Profeta | Missatger |      | Torà                | al faraó i el seu seguici     | ✓                       |
| Harun (Aaron)            | Profeta |           |      |                     |                               |                         |
| Dhu-l-Kifl (Ezequiel)    | Profeta |           |      |                     |                               |                         |
| Dàwud (David)            | Profeta |           |      | Llibre dels Salms   |                               |                         |
| Sulayman (Salomó)        | Profeta |           |      |                     |                               |                         |
| Ilyàs (Elies)            | Profeta | Missatger |      |                     | el poble d'Elies              |                         |
| al-Yassa (Eliseu)        | Profeta |           |      |                     |                               |                         |
| Yunnus (Jonàs)           | Profeta | Missatger |      |                     | el poble de Jonàs             |                         |
| Zakariyà (Zacaries)      | Profeta |           |      |                     |                               |                         |
| Yahya (Joan el Baptista) | Profeta |           |      |                     |                               |                         |
| Issa (Jesús)             | Profeta | Missatger |      | Nou Testament       | el poble d'Israel             | ✓                       |
| Muhàmmad (Mahoma)        | Profeta | Missatger |      | Alcorà              | tota la humanitat i els jinns | ✓                       |